# Bolondos újoncok
A Bolondos újoncok (eredeti cím: Les Bidasses en folie, angol cím: Rookies Run Amok)  1971-ben bemutatott francia filmvígjáték Claude Zidi rendezésében.

## Cselekménye
|  | Alább a cselekmény részletei következnek! |

Franciaország, az 1970-es évek eleje
Gérard, Phil, Jean Guy, Jean és Luis elválaszthatatlan barátok. Hobbijuk a zenélés, ők alkotják a The – Tourist's popegyüttest. Szeretnének jelentkezni az amatőr zenekarok szabadtéri versenyére, de nincs elég pénzük. A hangszerbolt fiatal és lelkes vezetője, Crème azonban mindenben támogatja őket, még hangszerek kölcsönzésére is hajlandó és megszervezi a fiúk fellépését, ami két hónap múlva esedékes. Hogy a boltban vásárolt hangszereket ki tudják fizetni, Crème azt javasolja, keressenek munkát. Egyikük postásnak áll, ketten egy étteremben kezdenek dolgozni, majd mindannyian szemetesként dolgoznak. Munkavégzés közben sok kellemetlenségük támad, és ők is okoznak kellemetlen perceket másoknak. Például véletlenül a szemeteskukákat egy ezredes nyitott kocsijába ürítik.
A koncertre való készülődés közben a fiúk behívóparancsot kapnak a francia hadseregbe. Egyikük azzal próbálkozik, hogy meztelenül vonul be, hátha bolondnak nézik és elengedik, de a csel nem válik be, mert az ezredes felismerni véli egyiküket (aki a kukát a kocsijába öntötte), de egy jó darabig nem jut eszébe, honnan ismeri. Azonban emiatt nem engedi levágatni a fiúk hosszú haját.
A kopasz Bellec őrmester megpróbál katonát faragni a fiúkból, de a dolog igen nehezen halad, a fiúk sokat vannak fogdában különféle kihágások miatt.
Sikerül részt venniük egy területi vetélkedőn, ahol Crème segítségével az amúgy is „megbundázott” vetélkedőn elnyerik az első helyet.
Az ezredes felkéri őket, hogy zenéljenek a lánya esküvőjén, amit meg is tesznek, bár kisebb botrányba fullad a buli.
A tervezett koncertre is sikerül eljutniuk, miután megszöknek egy katonai hadgyakorlat kellős közepén, amit maga az ezredes irányít. A koncert azonban már véget ér, mire odaérnek. Önként visszamennek a laktanyába és egyből a fogdát veszik célba...
|  | Itt a vége a cselekmény részletezésének! |

## Szereposztás
- Gérard Rinaldi : Gérard
- Gérard Filippelli : Phil
- Jean Sarrus : Jean
- Luis Rego : Luis
- Jean-Guy Fechner : Jean-Guy
- Jacques Dufilho : ezredes
- Jacques Seiler : Bellec őrmester, akire az ezredes az újoncokat bízza
- Marion Game : Crème, a hangszerbolt vezetője
- Martin Circus együttes : önmaguk
- Triangle együttes : önmaguk
- Christian Fechner : vendég az étteremben
- Pierre Gualdi : az étterem igazgatója
- Gérard Croce : katona a barakkokban

## Bemutató
Magyarországon 1972. december 21-én mutatták be a mozik.

## Fordítás
- Ez a szócikk részben vagy egészben  a   Les Bidasses en folie című francia Wikipédia-szócikk fordításán alapul.  Az eredeti cikk szerkesztőit annak laptörténete sorolja fel. Ez a jelzés csupán a megfogalmazás eredetét és a szerzői jogokat jelzi, nem szolgál a cikkben szereplő információk forrásmegjelöléseként.